# Industrie lithique

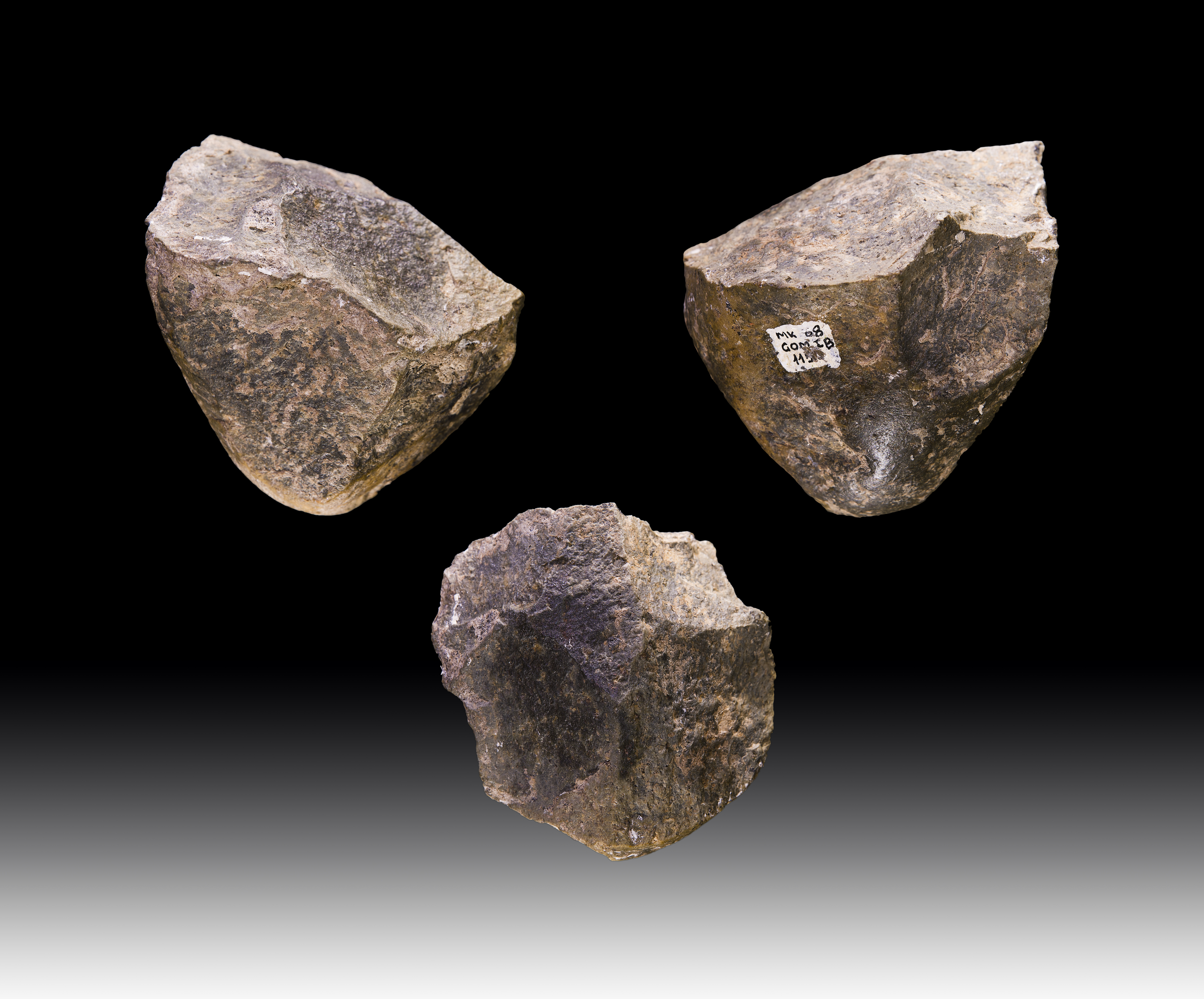
Galet aménagé, Melka Kunture, Éthiopie (- 1,7 Ma), l'un des plus anciens exemples d'industrie lithique.

En archéologie et en particulier en archéologie préhistorique, l’industrie lithique est l'ensemble des objets en pierre taillée, pierre polie  et matériel de mouture (regroupés sous le terme de mobilier lithique ou ensemble lithique). Ces objets sont transformés intentionnellement par les humains. Dans la pratique, cette expression désigne les outils finis, les armes mais aussi l’ensemble des sous-produits liés à leur fabrication (nucléus, ébauches, certains éclats, etc.). En revanche, elle exclut généralement les productions purement artistiques (figurine de Vénus par exemple). C'est à la fois une industrie extractive et manufacturière. 

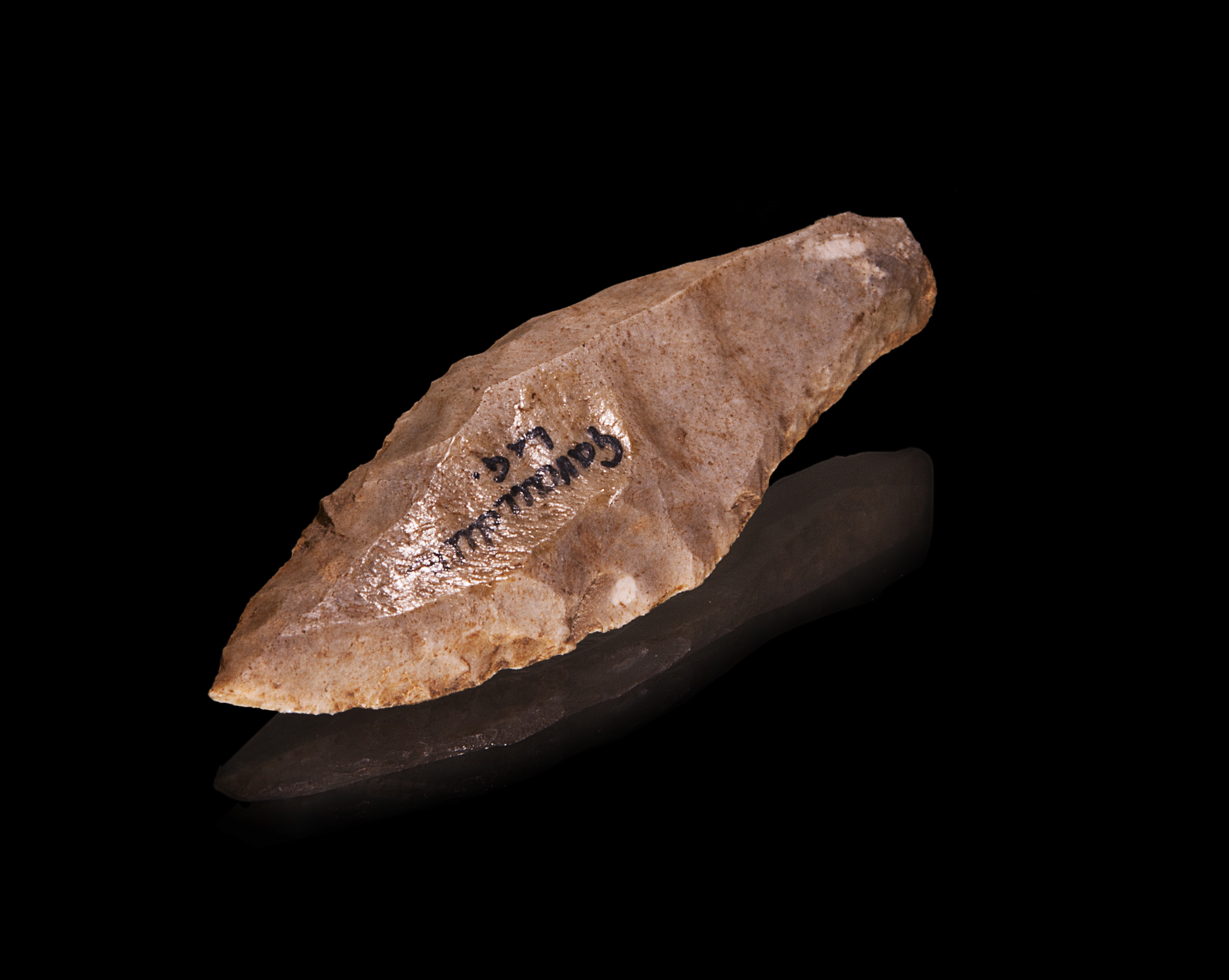
Pointe de la Font-Robert, Gravettien.

## Signification des termes
Le terme « industrie » est entendu ici selon son ancienne acception d'« ensemble des activités, des opérations ayant pour objet la production et l'échange des marchandises ou la production de produits destinés à être utilisés ou consommés sans être vendus au préalable ». L’adjectif « lithique », du grec ancien lithos, signifie simplement « de pierre ».
Par « industrie lithique » on désigne donc l'ensemble des vestiges en pierre de l'activité humaine. Ceux-ci sont, souvent, les seuls témoins qui subsistent de cette activité pour la période préhistorique. 
L'ensemble des vestiges de l'activité humaine réalisés en pierre, et collectés dans un endroit précis (site archéologique, niveau archéologique, etc.) constitue un « assemblage lithique ».

## Intérêt en archéologie
Pour des raisons évidentes de problèmes de conservation des matériaux organiques, l’industrie lithique est souvent le seul témoignage de la culture matérielle préhistorique qui nous soit parvenu. Il faut toutefois garder présent à l’esprit que la pierre n’était pas le seul matériau utilisé pour confectionner des outils. La portée des interprétations qu'il est possible de réaliser à partir des assemblages lithiques fait l'objet de débats parmi les spécialistes. Les archéologues s'opposent sur les éventuelles fonctions sociales de ces objets, sur leurs emplois effectifs ou encore sur la possibilité de les considérer comme des marqueurs culturels. 
Les analyses des industries lithiques développées au cours de l'évolution des recherches en archéologie préhistorique peuvent être distinguées selon trois catégories :
- les analyses typologiques ;
- les analyses technologiques ;
- les analyses tracéologiques.

Si les premiers promoteurs respectifs de ces approches ont pu parfois les considérer comme opposées, elles sont aujourd'hui tenues pour complémentaires.
La typologie lithique a constitué l'approche dominante jusqu'aux années 1960. La distribution des types d'industries lithiques dans les couches archéologiques a permis de distinguer différentes périodes successives de la Préhistoire. Pour les périodes anciennes (Paléolithique inférieur et moyen), les industries lithiques constituent même les éléments de définition essentiels avec la position chronologique et les datations éventuelles. Pour la définition des périodes plus récentes, elles jouent toujours un rôle important mais sont progressivement accompagnées d’autres éléments de définition : industrie osseuse (à partir du Paléolithique supérieur), céramique (à partir du Néolithique), etc.
Les approches technologiques portent sur les techniques et les méthodes de réalisation des outils en pierres taillées. Elles visent à identifier la chaîne opératoire ayant permis la production d'une et, par accumulation, caractériser technologiquement un assemblage.
Les  études tracéologiques permettent quant à elles d'identifier, grâce à des moyens de microscopie, d'éventuelles traces laissées sur l'objet. La comparaison de ces traces avec celles obtenues expérimentalement permet de formuler des hypothèses sur les gestes d'utilisation ou les matières sur lesquels les pièces taillées ont été utilisées (ou encore, l'association de la pièce à un manche). 
Plusieurs revues scientifiques ont été consacrées à l'étude des industries lithiques préhistoriques, telles que Dialektikê. Cahiers de typologie analytique, ou le Journal of lithic studies.

## Évolution
Selon André Leroi-Gourhan, l'évolution des méthodes de taille du silex pourrait se mesurer à la longueur de tranchant produit par kilogramme de matière première :
- au Paléolithique archaïque (-2,5 M d'années), les hominines obtenaient en moyenne 10 cm de tranchant utile pour 1 kg de silex ;
- au Paléolithique inférieur (vers - 500 000 ans), ils obtiennent 40 cm ;
- au Paléolithique moyen (- 40 000 ans environ), 2 mètres ;
- et au Paléolithique supérieur (- 10 000 ans environ), entre 6 et 20 mètres.

Les conclusions de cette étude ont été nuancées par Leroi-Gourhan lui-même dans une publication ultérieure[réf. nécessaire] : la longueur de tranchant produite par kg de roche pour réaliser des haches polies au Néolithique est proche de celle du Paléolithique ancien. Par ailleurs, les hominiens utilisaient peut-être aussi les tranchants des éclats issus de la taille des galets aménagés, et le tranchant n'était pas le seul objectif du débitage puisque certains outils étaient utiles pour leur pointe, servant les uns à couper, les autres à gratter ou perforer.

### Compléments bibliographiques de références
- Jean-Pierre Mohen et Yvette Taborin, Les sociétés préhistoriques, Paris, Hachette Supérieur, coll. « HU Histoire / Histoire de l'Humanité », 2009, 320 p. (ISBN 978-2-01-145984-8)
- Thierry Tortosa (dir.), Principes de paléontologie, Paris, Dunod, septembre 2015, 336 p. (ISBN 978-2-10-057993-8)
- Dominique Grimaud-Hervé, Frédéric Serre, Jean-Jacques Bahain et al., Histoire d'ancêtres : La grande aventure de la Préhistoire, Paris IVe, Errance, coll. « Guides de la préhistoire mondiale », novembre 2015, 5e éd., 144 p. (ISBN 978-2-87772-590-3)